# Torneo de Queen's Club 2008
El Torneo de Queen's Club de 2008 es un torneo de tenis del ATP Tour 2008 y la edición nº37 de este campeonato. El torneo tendrá lugar en el Queen's Club en Londres, Reino Unido, desde el 9 de junio hasta el 15 de junio, de 2008. El torneo es un evento correspondiente al ATP International Series. 

## Campeones

### Individual
Rafael Nadal vs.  Novak Djokovic 7–6(6), 7–5
- Para Rafael Nadal fue el 5.º título de la temporada y el nº28 de su carrera. También fue el 1.º de su carrera sobre hierba.

### Dobles
Daniel Nestor /  Nenad Zimonjić vs.  Marcelo Melo /  André Sá 6–4, 7–6(3)